# Estación de Calera-Chozas
Calera-Chozas, antiguamente denominada Calera y Chozas, es una estación de ferrocarril situada en el municipio español de Calera y Chozas, en la provincia de Toledo, comunidad autónoma de Castilla-La Mancha. En la actualidad las instalaciones no disponen de servicios de pasajeros.

## Situación ferroviaria
La estación se encuentra en el punto kilométrico 148,8 de la línea férrea de ancho ibérico Madrid-Valencia de Alcántara.

## Historia
La estación entró en servicio el 15 de enero de 1973, sustituyendo a la estación original del siglo XIX que se situaba en el punto kilométrico 150,2. Las obras corrieron a cargo de RENFE. Originalmente se había concebido como la estación cabecera y empalme de la prevista línea Talavera de la Reina-Villanueva de la Serena, si bien la construcción de esta acabaría siendo abandonada en 1962. Finalmente, la única infraestructura que entró en servicio fue la estación de Calera-Chozas. Desde enero de 2005, con la extinción de la antigua RENFE, el ente Adif es el titular de las instalaciones.